# سیارک ۵۲۹۳
سیارک ۵۲۹۳ (به انگلیسی: 5293 Bentengahama، نامگذاری:1991BQ2) پنج هزار و دویست و نود و سومین سیارک کشف شده‌است که در ۲۳ ژانویه ۱۹۹۱ کشف شد.
قدر مطلق سیارک برابر ۱۱٫۶۰ است.